# 인티 이이마니
인티 이이마니(Inti-Illimani)는 칠레의 라틴아메리카 전통 음악 그룹이다. 인티 이이마니는 1967년 칠레의 대학생들에 의해 결성됐다. 인민연합정부의 공식 노래가 된 'Venceremos'를 발표해 유명해졌으며, 누에바 깐시온의 일원으로써 전 세계적으로 알려지게 됐다. 유럽 투어 중 칠레에서 1973년 쿠데타가 발생하자 망명갔다. 인티 이이마니는 망명지에서 라틴아메리카의 리듬에 바로크음악과 유럽민속음악을 통합시켜 다채로운 성격을 갖는 음악을 만들었다.

## 같이 보기
- 단결한 민중은 결코 패배하지 않는다